# Gamma (agenzia)
Gamma è un'agenzia di fotografia e fotogiornalismo francese, fondata a Parigi nel 1966 da Raymond Depardon, Hubert Henrotte, Hugues Vassal e Léonard de Raemy. Gilles Caron entrò poco dopo la fondazione. Nel corso degli anni è diventata una prestigiosa agenzia di fotogiornalismo. Tra i fotografi e fotoreporter che hanno lavorato con Gamma vi sono stati: William Karel, Georges Merillon, Chas Gerretsen, Catherine Leroy, Edoardo Fornaciari e Françoise Demulder.
Nel 1999 l'agenzia fu acquistata dal gruppo fotografico Hachette Filipacchi Photo Group (GHFP), facente parte di Hachette Filipacchi Médias. In marzo 2007, mentre si trovava in difficoltà finanziarie, venne acquistata dal gruppo Eyedea, che dopo alcuni mesi la rivendette a Green Recovery, un fondo di investimento che acquistava aziende in crisi. Il 28 luglio 2009, dopo aver subito una perdita di 3 milioni di euro, la società madre chiese protezione legale dai creditori.
In aprile 2010 il Tribunale di commercio di Parigi annunciò che François Lochon, ex direttore generale dell'agenzia Gamma, avrebbe acquistato il gruppo Eyedea per 100.000 euro. Lochon rinominò l'agenzia col nome "Gamma-Rapho".